# Шигехару Уеки
Шигехару Уеки (јап. 植木 繁晴; Кавасаки, 13. септембар 1954 — Маебаши, 11. април 2024) био је јапански фудбалер.

## Каријера
Током каријере играо је за Фуџита.

## Репрезентација
За репрезентацију Јапана дебитовао је 1979. године.

## Статистика
| Јапан  | Јапан | Јапан |
| Год.   | Ута.  | Гол.  |
| ------ | ----- | ----- |
| 1979   | 1     | 0     |
| Укупно | 1     | 0     |